# Christian Wilhelm von Tessin
Christian Wilhelm Freiherr von Tessin (* 4. Januar 1781 in Kilchberg/Tübingen; † 6. Februar 1846 ebenda) war ein deutscher Rittergutsbesitzer, der sich u. a. als Forstwissenschaftler und Autor betätigte.

## Wirken
Christian Wilhelm Freiherr von Tessin war der Erbe eines größeren Rittergutes in Kilchberg (Tübingen) und wurde dort zunächst von Hofmeistern erzogen und ausgebildet. Schon ab seinem 16. Lebensjahr interessierte er sich intensiv für das Forstwesen. Deshalb nahm er eine forstliche Ausbildung beim Forstamt in Bebenhausen auf, außerdem widmete er sich seit 1796 Studien an der Eberhard Karls Universität Tübingen, vor allem an der Staatswissenschaftlichen Fakultät, wo es jeweils eine Professur für Forstwissenschaft und Landwirtschaft gab. Als junger Leutnant war er außerdem in Militärdiensten aktiv und nahm 1805 an der Schlacht bei Elchingen zwischen österreichischen und französischen Truppen an den Koalitionskriegen teil. 
In zahlreichen Veröffentlichungen, vor allem in Aufsätzen und Artikeln, beschäftigte er sich mit Fragen der Forst- und Landwirtschaft, Gebieten, auf denen er zahlreiche Verbesserungsvorschläge machte, die zu einer Verbesserung der wirtschaftlichen Nutzung beider Bereiche führen sollten.

## Veröffentlichungen (Auswahl)
- Anleitung zur praktischen Geometrie für untere Forstbediente, Jäger und Feldmesser, die sich selbst belehren wollen. Osiander, Tübingen 1818.
- (Mitarbeit): Georg Braun / Der angehende Förster und Jäger oder Beantwortung der Fragen des Königl. Preußischen Staatsraths etc. ...  Ein nützliches Handbuch für Forst- und Jagdkandidaten, auch alle Liebhaber dieser Wissenschaft. Stettin, Ulm 1821.
- Forststatistik von Würtemberg mit einer geognostischen Forst-Charte von Würtemberg. Osiander, Tübingen 1823.

Sein handschriftlicher Nachlass in der Universitätsbibliothek Tübingen enthält mehrere Reiseberichte, aber auch forstliches Material: 
- Forststatistik von Württemberg (um 1823, Sign. Mh 1023)
- Antworten zur Prüfung der Forstcandidaten (Sign. Mh 1024)
- Beyträge zu der Naturgeschichte von Deutschland insbesondere von Würtemberg (1821, Sign. Mh 1022)
- Beschreibung einer Reise von Tübingen zum Kaiserstuhl (Sign. Mh 1021)
- Erinnerungen an Oberschwaben (Sign. Mh 1019)
- Erinnerungen aus den Alpen (Sign. Mh 1020)
- Notizen zu einer Reise auf die Schwäbische Alb (um 1823, Sign. Mh 1018)

Überliefert sind in seinem Nachlass außerdem Vorlesungsnachschriften Tessins von Friedrich Karl von Fulda (Finanzwissenschaft bzw. Staatswissenschaft, Sommersemester 1799, Sign. Mh II 398 und Mh II 398 a), August Friedrich Bök (Naturrecht, Wintersemester 1797/98, Sign. Mh II 397) sowie Karl Friedrich von Kielmeyer (Pflanzenphysik, Sommersemester 1810, Sign. Mh II 69 a).